# 오두인
오두인(吳斗寅, 1624년 ∼ 1689년)의 조선의 문신이다. 본관은 해주(海州). 자는 원징(元徵), 호는 양곡(陽谷). 증조부는 병마절도사 오정방(吳定邦)이고, 할아버지는 좌찬성(左贊成)에 추증된 오사겸(士謙)이며, 아버지는 이조판서 오상(吳翔)이다. 어머니는 병조 참판(兵曹參判) 이성길(李成吉)의 딸이다. 며느리는 조선 제18대 왕 현종의 딸인 명안공주(明安公主)다.
1649년 문과에 장원 급제하여 경기도관찰사, 공조판서(工曹判書), 한성 판윤(漢城判尹), 형조판서 등을 역임하고, 영의정에 추증되었다. 시호는 충정(忠貞)이다.

## 생애
오두인은 해주 오씨 시조 오인유(吳仁裕)의 17세손이다. 오두인은 됨됨이가 차분하고 중후하였으며, 어려서부터 총민하여 문장이 있었다. 숙부인 오숙(吳䎘)에게 입양되어 황해도 해주에서 성장하였다. 10살 때 명(明)나라 사신인 부총(副摠) 정용(程龍)이 와서 오두인을 보고 예사롭지 않게 여겨 운자(韻字)를 주어 시(詩)를 짓게 하니, 오두인은 붓을 당겨 즉석에서 ‘한정(漢程)’이라는 글자를 써서 알지 못하게끔 비유를 하자 정용이 크게 경탄해 하며 진귀한 선물을 두터이 주었는데, 오두인이 다 사양하고 다만 부채 하나만을 받으니, 정용이 더욱 중히 여기며 말하기를, “다른 날 얼마나 크게 될지 헤아릴 수 없도다.” 하고 그 시를 《황화집(皇華集)》에 실으니, 오두인의 명성이 중국에 알려지게 되었다.
1648년(인조 26년) 진사시(進士試)에 장원으로 합격하고, 1649년(인조 27년)에 별시(別試) 문과에 장원으로 급제하여 1650년(효종 1) 사헌부 지평(持平)을 거쳐, 1656년 장령(掌令), 1661년(현종 2) 헌납(獻納)·사간, 1665년 사헌부 집의(執義), 1667년 부교리(副校理)·사간 등을 역임하였다.
이후 1668년 좌부승지를 했고 1672년 광주목사를 거쳐서 1673년 병조참의가 되었다.
1679년(숙종 5) 공조참판으로서 사은부사가 되어 청나라에 다녀왔고, 아들인 오태주가 숙종의 여동생인 명안공주(明安公主)의 부마가 되었다.
1680년 호조 참판(戶曹參判), 1681년 도승지(都承旨), 1682년 경기도 관찰사를 거쳐, 1683년 공조 판서(工曹判書)에 올랐다.
명성왕후(明聖王后)의 상(喪) 때에 감동(監董)한 공로로 정헌대부(正憲大夫)로 승진되었고, 한성 판윤(漢城判尹)에 제수되었으며, 1686년 평안도 관찰사(平安道觀察使)가 되었다.
1689년 형조판서로 재직 중 기사환국으로 서인이 실각하자 지의금부사(知義禁府事)에 세번이나 임명되고도 나가지 아니하여 삭직당하였다. 이해 사직(司直)을 지내고, 5월에 인현왕후 민씨(仁顯王后閔氏)가 폐위되자 이세화(李世華)·박태보(朴泰輔)와 함께 이에 반대하는 소를 올려 국문을 받고 의주로 유배 도중 파주에서 객사 하였으나, 그 해에 복관되었다.
1694년 의정부 영의정에 추증되었고, 충정(忠貞)이라는 시호를 하사받았다. 고향인 경기도 양성(陽城: 현 경기도 안성시 양성면)의 덕봉서원(德峰書院)에 제향되었다.

## 저서
- 《양곡집》

## 가족 관계
- 조부 : 오사겸(吳士謙)
- 조모 : 전주 이씨(全州李氏) - 한성 서윤(漢城庶尹) 이시중(李時中)의 딸, 세종의 6대손
  - 아버지 : 오상(吳翔)
  - 어머니 : 좌랑(佐郞) 이효길(李孝吉)의 딸
  - 처부 : 민성휘(閔聖徽)
    - 부인 : 정경부인(貞敬夫人) 여흥 민씨(驪興閔氏) - 판서(判書) 민성휘(閔聖徽)의 딸
      - 장자 : 오관주(吳觀周)
      - 장녀 사위 : 군수(郡守) 남택하(南宅夏, 1643년 ~ 1718년)

  - 처부 : 김숭문(金崇文)
    - 부인 : 정경부인(貞敬夫人) 원주 김씨(原州金氏)
      - 차자 : 오정주(吳鼎周) - 직장(直長)
      - 차녀

  - 처부 : 황연(黃埏)
    - 부인 : 정경부인(貞敬夫人) 상주 황씨(尙州黃氏) - 부사(府使) 황연(黃埏)의 딸
      - 3남 : 오태주(吳泰周, 1668년 ∼ 1716년)
      - 며느리 : 명안공주(明安公主, 1667년 ~ 1687년) - 제18대 현종대왕(顯宗大王, 1641~1674, 재위 1660~1674)의 딸, 제19대 숙종대왕(肅宗大王, 1661~1720, 재위 1674~1720)의 여동생
      - 4남 : 오진주(吳晉周)
      - 며느리 : 김운(김창협의 삼녀)
        - 손자 : 문목공(文穆公) 오원(吳瑗, 1700년 ~ 1740년) - 오태주와 명안공주의 양자로 입적

      - 5남 : 오이주(吳履周)
      - 며느리 : 이숙의 딸 - 인현왕후의 형부인 이만창의 누이로 6녀 사위인 이재의 고모이기도 하다.
      - 3녀 사위 : 현감 김창설(金昌說)
      - 4녀 사위 : 수찬 최창대(崔昌大)
      - 5녀 사위 : 김영행(金令行)
      - 6녀 사위 : 이재(李縡) - 인현왕후의 이질

## 드라마에서
- 장희빈 - 한태일